# Diego Carrillo de Mendoza y Pimentel

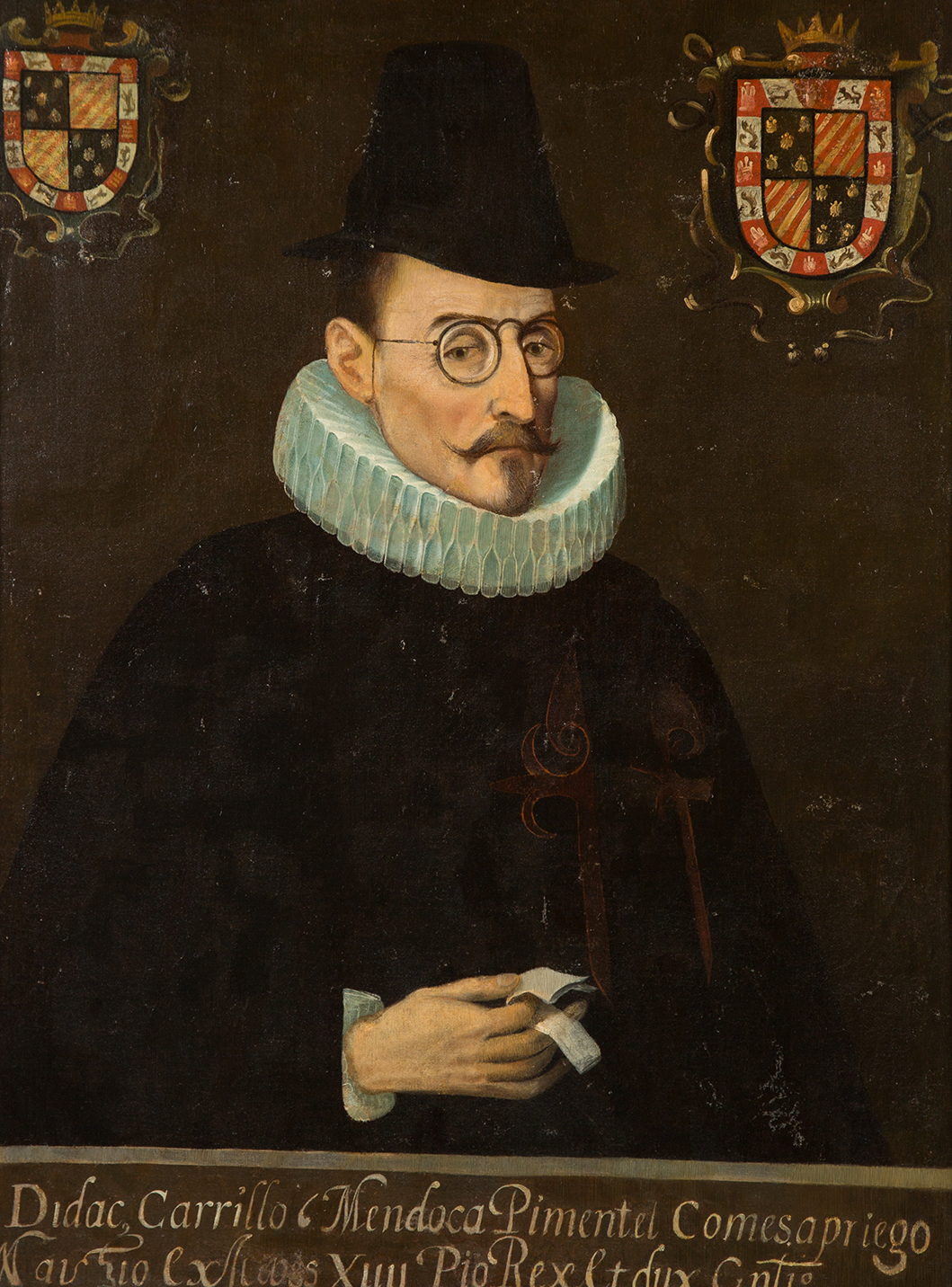
Diego Carrillo de Mendoza y Pimentel

Diego Carrillo de Mendoza y Pimentel, Marqués de Gélves y Conde de Priego (* vor 1590 in Valladolid, Aragón, Spanien; † 1631 in Madrid, Spanien) war ein spanischer Kolonialverwalter, der als Vizekönig von Aragón und Neuspanien amtierte.

## Leben

### Herkunft und Karriere in Europa
Diego Carrillo de Mendoza entstammte einer adligen Familie und trat in jungen Jahren in den Armeedienst der spanischen Krone, wo er rasch Karriere machte.
1610 berief ihn König Philipp III. zum Vizekönig im Königreich Aragón, das seit 1485 von Vizekönigen der spanischen Krone regiert wurde.
Er amtierte bis 1621, als er vom neuen König Philipp IV. zum Vizekönig von Neuspanien benannt wurde.

### Amtszeit als Vizekönig von Neuspanien
Carrillo de Mendoza erreichte den Hafen von Veracruz am 21. September 1621 und übernahm von diesem Tag an die Verantwortung für das Vizekönigreich, da sein Vorgänger Diego Fernández de Córdoba sich bereits auf dem Weg zu seinem nächsten Posten in Peru befand. Die feierliche Amtseinführung erfolgte am 8. April 1622 in Mexiko-Stadt.
Der neue Vizekönigreich fand das Land in einem ziemlich desolaten Status; nach einer Missernte drohte vor allem den Armen eine Hungersnot. Carrillo ließ 10.000 Scheffel Mais aufkaufen und an die Armen verteilen. Er wandte sich gegen das Monopol der Getreidehändler, das die Preise nach oben trieb und schaffte sich so mächtige Feinde.
Er schritt auch gegen die verbreitete Wegelagerei von Straßenräubern ein, indem er die Hauptwege von Bewaffneten bewachen ließ und ertappte Straßenräuber rigoros hinrichten ließ.
Auf seinen Vorschlag hin hielt der einheimische Arzt Cristóbal Hidalgo y Bandaval Vorlesungen in Chirurgie an der Universidad de México.
Aus Kostengründen befahl er, die Arbeiten am Entwässerungssystem von Huehuetoca einzustellen und riss den Deich ein, der einen Zufluss des Río Cuautitlán verhinderte. Prompt kam es in der nächsten Regenzeit zu schweren Überschwemmungen, die zahlreiche Tote und Verletzte brachten und erhebliche Schäden anrichteten.

### Konflikt mit dem Erzbischof
Mit dem Erzbischof von Mexiko-Stadt, Juan Pérez de la Serna, geriet Carrillo in einen schweren Konflikt. Der Vizekönig warf dem Bischof Bestechlichkeit vor und verurteilte dessen Handelstätigkeiten.
Als der Vizekönig einen hohen Beamten anklagte, der zu Hungerszeiten Getreide gehortet hatte, floh dieser in ein Kloster. Carrillo ließ das Kloster umstellen, doch der Erzbischof beharrte auf dem Recht des Kirchenasyls und exkommunizierte kurzerhand den zuständigen Richter und die vollziehenden Beamten. Der Vizekönig beriet in seinem Palast am 11. Januar 1624 mit den Oidores der Real Audiencia von Mexiko, den Bischof abzusetzen, als dieser in einer Sänfte an der Spitze einer aufgebrachten Volksmenge am Palast erschien. Vizekönig Carrillo rief ihn auf, die Exkommunikation der Beamten zurückzunehmen, worauf der Erzbischof den Vizekönig und die Oidores exkommunizierte.
Carrillo befahl, den Erzbischof gefangen zu nehmen und bewacht nach Spanien zurückzusenden. Diese Verhaftung löste endgültig Aufruhr aus. Ein Mob stürmte den Palast des Vizekönigs und setzte ihn in Brand. Dem Erzbischof gelang unterdessen die Flucht, und er erklärte den Vizekönig für abgesetzt. Dieser war vor der empörten Menschenmenge heimlich mit einigen Getreuen in die Kirche San Francisco geflohen. Von dort gelangte er nach Veracruz und schiffte sich zurück nach Spanien ein, um sich vor König Philipp IV. zu rechtfertigen. Der König fällte ein gemischtes Urteil, indem er einige der Maßnahmen Carrillos guthieß und andere missbilligte.
Erzbischof Pérez de la Serna blieb zunächst in Mexiko im Amt; doch nach Eintreffen des nächsten Vizekönigs wurde er nach Europa zurückbeordert, wo er die Diözese von Zamora erhielt.
Carrillo starb im Jahre 1631 in Spanien.